# Hanne Seelmann-Holzmann
Hanne Seelmann-Holzmann (* 1956 in Bamberg) ist eine deutsche Soziologin. Sie ist Unternehmensberaterin im Bereich interkulturelles Management Asien und verfasste Sachbücher zum Thema interkulturelle Kompetenz. Sie entwickelte das Cultural Intelligence Instrument als Führungs- und Steuerungsinstrument für die internationale Arbeit.

## Leben
Von 1976 bis 1981 belegte sie ein Studium der Soziologie und Wirtschaftswissenschaften an der Universität Erlangen-Nürnberg. Die Promotion erfolgte bei Joachim Matthes zum Thema „Astrologie und Rationalitätsmuster“. Danach war sie Mitarbeiterin in den von Matthes geleiteten Forschungsprojekten zum Kulturvergleich Asien-Europa. Seit 1994 ist sie Inhaberin von Dr. Seelmann Consultants und seit 2009 Europäische Botschafterin für Unternehmerinnen. Außerdem ist sie Gastautorin im Harvard Business Manager.

## Werke
- China!. In: Gunter Denk/Tim Cole (Hg), Asien erobern! München 2011, ISBN 978-3446425200
- Cultural Intelligence. Die Erfolgsformel für Wachstum in einer multipolaren Wirtschaftswelt. Wiesbaden 2010, ISBN 978-3834921680
- The Asian Brain. Warum man Chi Ling anders gewinnt als Markus Sommer. In: Häusel, H.G.(Hg): Neuromarketing. München 2007, ISBN 978-3448080568
- Der rote Drache ist kein Schmusetier. Strategien für langfristigen Erfolg in China. Redline Verlag Wirtschaft 2006, ISBN 978-3636013439
- Den Anderen verstehen lernen. In: Harvard Businessmanager (Hg.) China – das Land verstehen – Verhandlungen führen – Konkurrenten abwehren. Frankfurt 2005, ISBN 978-3636012081
- Global Players brauchen Kulturkompetenz. So sichern Sie Ihre Wettbewerbsvorteile im Asiengeschäft. Nürnberg 2004, ISBN 978-3821476339
- „Auf zur Fettnäpfchenrallye?“ Erfolg durch die richtige Personalpolitik in China. In: Brenner/Granier (Hg) Business-Guide China. Deutscher Wirtschaftsdienst 2002, ISBN 978-3871565953
- Astrologie und Rationalitätsmuster. Frankfurt 1986, ISBN 978-3593336657